# May McAvoy
May McAvoy (New York, 8 september 1899 - Los Angeles, 26 april 1984) was een Amerikaans actrice.
McAvoy maakte haar filmdebuut in 1917 en wordt het best herinnerd om haar rol van Esther in de film Ben-Hur: A Tale of the Christ (1925). De film zou uitgroeien tot een van de meest spectaculaire van de periode van de stomme film. Twee jaar later was ze te zien in 's werelds eerste geluidsfilm, The Jazz Singer (1927).
Haar stem zou na de opkomst van de geluidsfilm afgekraakt worden en McAvoy stopte daarop met filmen. In de jaren 40 en 50 keerde ze terug en had ze voornamelijk kleine rollen in films. Haar laatste filmverschijning was in 1957. In 1984 overleed McAvoy na een hartaanval. Voor haar bijdrage aan de film kreeg McAvoy een ster op de Hollywood Walk of Fame.
- Biblioteca Nacional de España: XX1005133
- Bibliothèque nationale de France: cb14205239v (data)
- Gemeinsame Normdatei: 1031449078
- International Standard Name Identifier: 0000 0001 2279 1999
- Library of Congress Control Number: n87934419
- Nationale Bibliotheek van Israël: 987007422164605171
- SNAC: w6xt9qtb
- Système universitaire de documentation: 134314832
- Virtual International Authority File: 44510652
- WorldCat: E39PBJq6RXGhq6FyXckbY7wwG3